# دکتر هو (سری ۸)
هشتمین سری سریال علمی-تخیلی دکتر هو در سال ۲۰۱۴ تصمیم به پخش آن از شبکه بی بی سی وان و با بازیگری پیتر کاپالدی در نقش دکتر هو قرار به پخش آن گرفته شد.